# Тувалу
Тувалу (тувал. і англ. Tuvalu; до 1975 року — Острови Елліс) — тихоокеанська держава у Полінезії. Межує на півночі та північному сході з територіальними водами Кірибаті, на сході — з територіальними водами Токелау, на південному сході — з водами Самоа та Островів Волліс і Футуна, на півдні — з водами Фіджі, на південному заході та заході — з водами Соломонових Островів. Протяжність прибережної смуги — 21 км. Тувалу розташована на п'яти атолах і чотирьох островах архіпелагу Тувалу. Загальна площа суші — 26 км². Населення країни — 10 837 осіб (2012, оцінка). Столиця — Фунафуті.
Острови Тувалу були відкриті іспанським мореплавцем Альваро Менданья де Нейра в 1568 році. 1892 року архіпелаг став британським протекторатом Острови Елліс, а в 1916 році — частиною британської колонії Острови Гілберта та Елліс. На референдумі 1974 року полінезійське населення Островів Елліс проголосувало за відділення від мікронезійських Островів Гілберта (згодом Кірибаті), і вже в наступному році архіпелаг став окремою британською колонією Тувалу. Незалежність острови здобули в 1978 році. Тувалу — член ООН, Південнотихоокеанської комісії та Форуму тихоокеанських островів.

## Назва
Свою сучасну назву архіпелаг дістав лише в 1975 році, і в перекладі з мови тувалу вона означає «восьмеро, що стоять разом» (мається на увазі вісім традиційно населених островів Тувалу; дев'ятий — Ніулакіта — був заселений відносно недавно). Європейський першовідкривач островів, Альваро Менданья де Нейра, назвав архіпелаг «лагунні острови», а в 1819 році архіпелаг дістав назву «Острови Елліс», яка використовувалась протягом майже всієї колоніальної епохи.

## Фізико-географічна характеристика

### Географічне положення

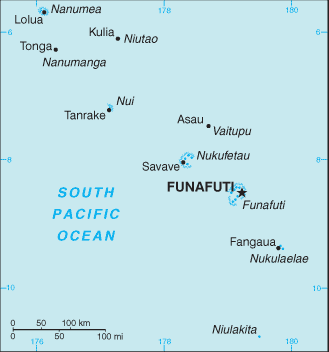
Карта Тувалу

Полінезійська держава Тувалу являє собою скупчення з атолів і островів, розташованих у Тихому океані трохи південніше екватора. Столиця країни, місто-атол Фунафуті, розташована за 1050 км на північ від міста Сува, столиці Фіджі, і за 4000 км на північний схід від Сіднея, найбільшого міста Австралії. Найближчі архіпелаги — острови Гілберта, що належать Республіці Кірибаті та розташовані на північний захід від Тувалу, і острови Волліс і Футуна, що лежать на південний схід і належать Франції.
Площа суші Тувалу становить всього 26 км², а площа території, зайнятої лагунами, — понад 494 км². Країна розташувалася на п'яти атолах (Нанумеа, Нуї, Нукулаелае, Нукуфетау, Фунафуті), трьох низинних коралових островах (Нануманг, Ніулакіта, Ніутао) і одному атоловому/рифовому острові (Ваїтупу), що розтягнулися з північного заходу на південний схід на 595 км. Найбільшим островом архіпелагу (з розрахунку площі суші, а не водної поверхні лагуни) є атол Ваїтупу (5,09 км²), а найменшим — Ніулакіта (0,4 км²). Всі острови низинні, а атоли переважно складаються з кількох острівців, або моту, які піддаються негативному впливу прибережної ерозії (переважно західні сторони острівців, звернені до океану). Найвища точка країни досягає лише 5 м.
Найпівнічнішим островом Тувалу є атол Нанумеа, а найпівденнішим — Ніулакіта. Найменша відстань між двома островами архіпелагу становить 67 км (Нукуфетау / Ваїтупу), а найбільша — 172 км (Нуї / Ваїтупу).

### Геологія

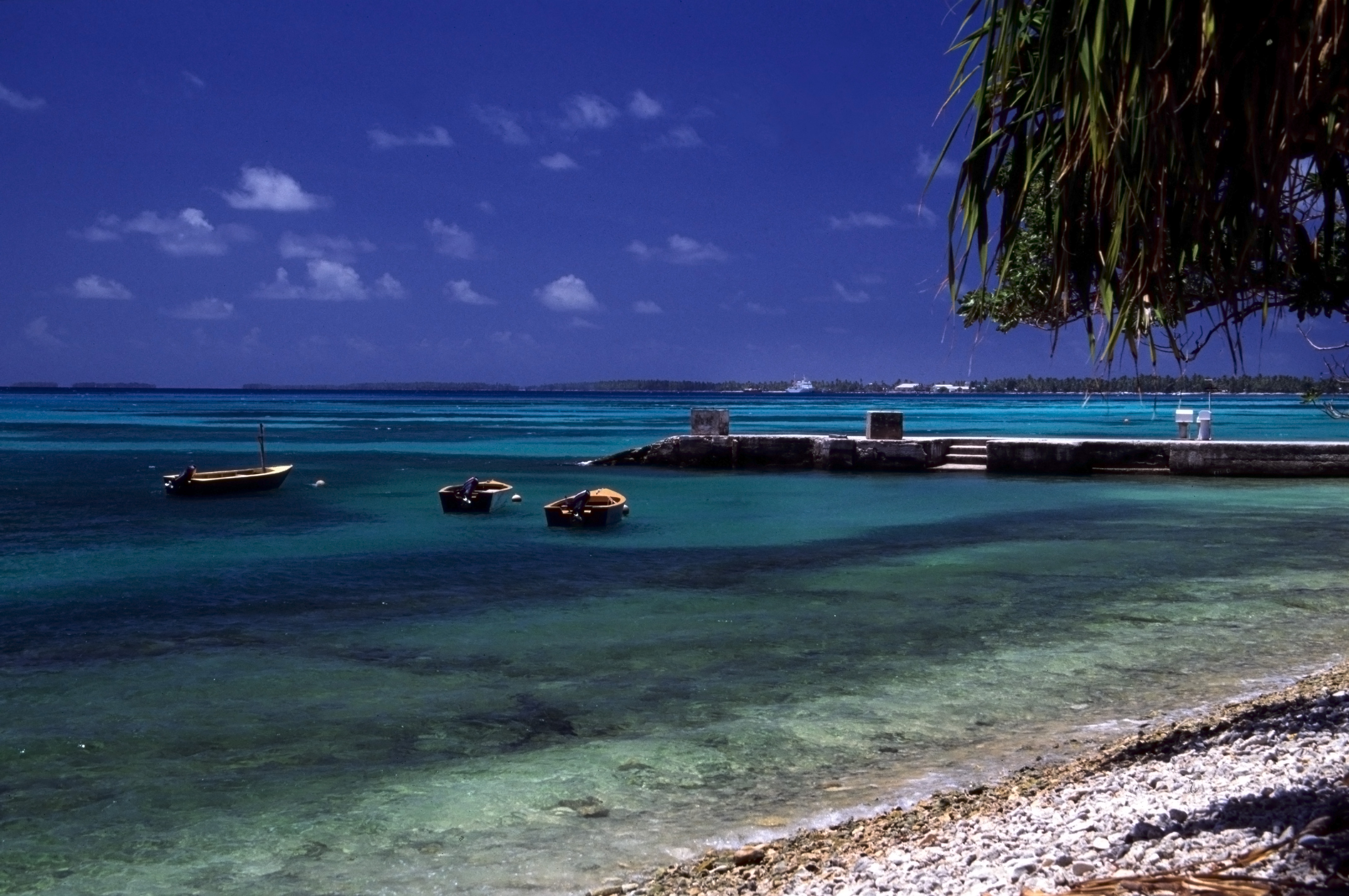
Пляж атола Фунафуті.

П'ять із дев'яти островів Тувалу — атоли (інші острови являють собою підняті атоли). Згідно з теорією Чарлза Дарвіна, формування атолів відбувалося в результаті занурення вулканічних островів, на поверхні яких поступово виростали корали. Відбувалося формування рифа, що окантовував їх, а згодом і бар'єрного рифа, який поступово надбудовувався коралами. У результаті виникала суша атола. Зростання коралів і водоростей йшло найбільш активно в районах рифів, звернених до океану, у результаті ріст цих зовнішніх країв рифа встигав компенсувати осідання вулканічного острова. Внутрішні ж райони острова навпаки занурювалися під воду. Згодом у цих місцях відбулося формування мілководних лагун.
На поверхні рифів поступово нагромаджувався пісок, який формувався під впливом хвиль і течій, особливо під час сильних припливів і відпливів. Біля припливної зони пляжу утворювалася берегова порода, зовнішній похилий пласт із каменів. У результаті у наземних рослин з'являлася опора, на якій вони могли б зростати. На острові формувалася рослинність, стійка до високого вмісту солей у ґрунті, яка своїм корінням скріплювала різні осадові породи і перешкоджала водній та вітряній ерозії. Так формувалися піщані острівці атола — моту.
Піднятий атол (макатеа) являє собою піднятий вулканічний острів, що утворився в результаті підйому коралової платформи, яка оточує вулканічне плато в центрі острова.

### Клімат

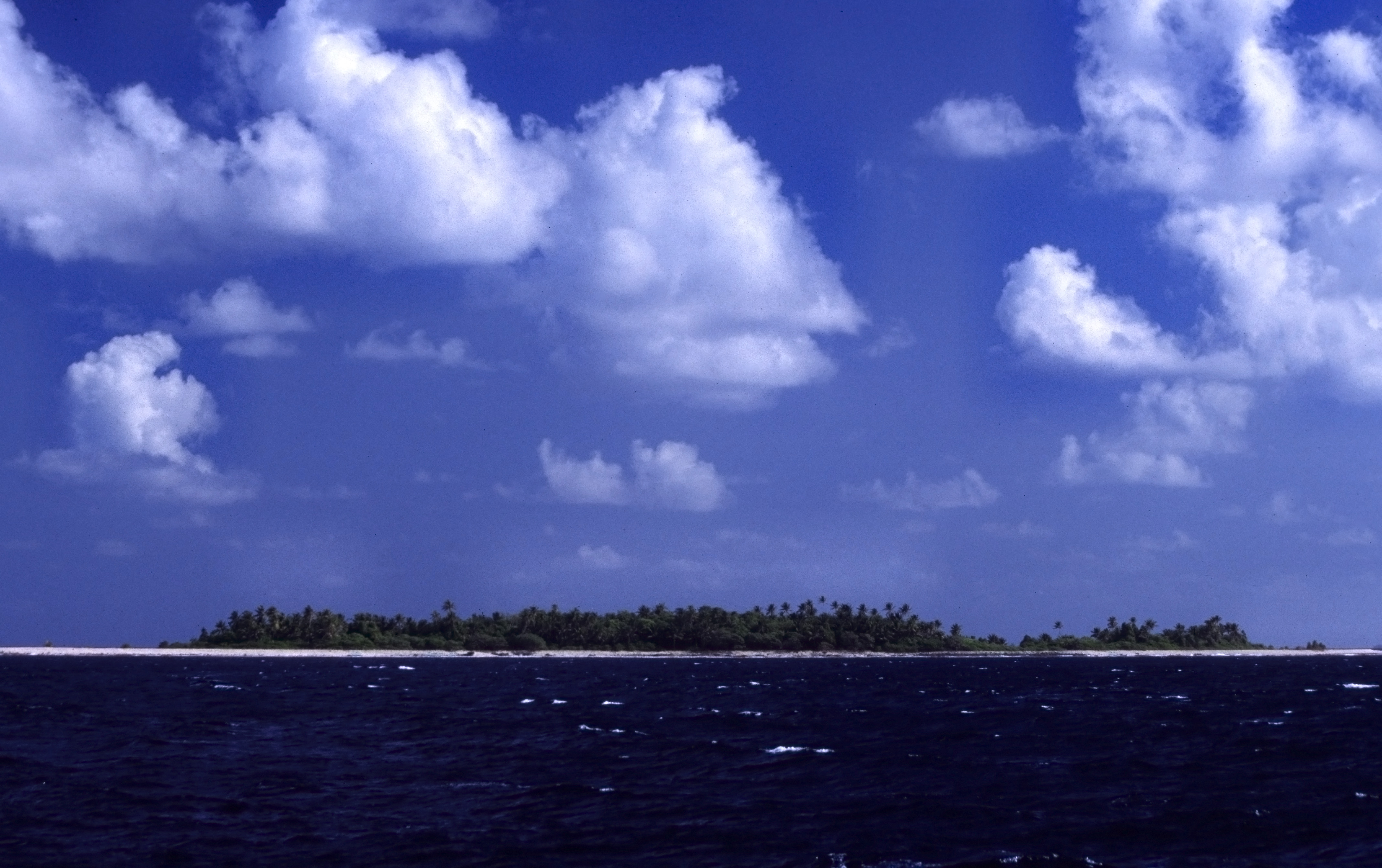
Низинні острови Тувалу підносяться не більше ніж на 5 м, тому при підвищенні рівня Світового океану їм загрожує затоплення.

Клімат Тувалу жаркий, тропічний, перебуває під впливом південно-східних пасатів. Чітко виділяються два сезони: сезон дощів і сезон посух. Вологий сезон, у період якого випадає до 60 % опадів, триває з листопада по квітень, а посушливий — з травня по жовтень. Середньорічна кількість опадів становить близько 3000 мм, хоча іноді ця цифра може сягати 4000 мм. Таким чином, клімат на Тувалу вологіший, ніж на розташованих на північ островах Гілберта (Кірибаті) і розташованих на південь островах Фіджі. На північних островах країни клімат посушливіший, ніж на південних, і вони більш схильні до посух, які можуть тривати до трьох місяців. Температура повітря протягом усього року залишається високою, варіюючись від 26 до 32 °C.
Острови Тувалу лежать у зоні пасатів у південно-західній частині Тихого океану на кордоні екваторіальної зони штилів. Переважні напрямки вітру — з північного сходу або південного сходу. Східні/південно-східні напрямки вітру переважають з травня по жовтень. Тувалу піддається негативному впливу тропічних циклонів, які часто досягають руйнівної сили. Наприклад, у результаті циклону «Бебе» зруйновано майже всі житлові споруди на островах; понад 90 % дерев було повалено, а решта 10 % — сильно пошкоджено; двоє людей загинуло; два кораблі сіли на мілину. Тільки завдяки фінансовій підтримці іноземних держав на Тувалу вдалося відновити колишню інфраструктуру, знищену циклоном.

### Зміна глобального клімату

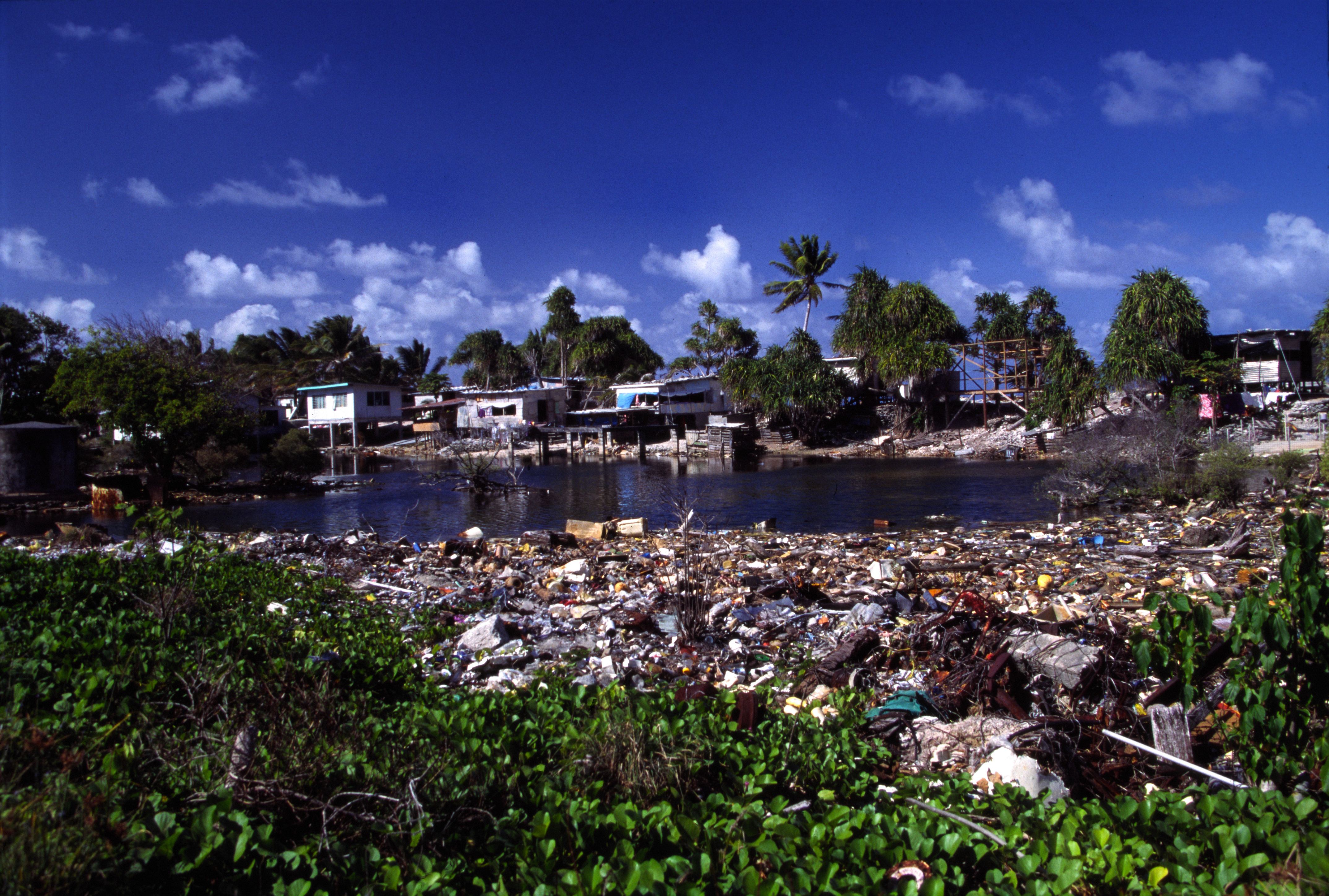
На тлі дефіциту землі проблема збереження відходів на островах Тувалу стає все гострішою.

Значну загрозу майбутньому країни представляє глобальне потепління, зокрема пов'язане з ним підвищення рівня Світового океану, у результаті якого низькі острови — не вище 5 м — можуть опинитися під водою. У період з 1993 по 1999 рік океанічні води щорічно наступали на суходіл зі швидкістю 22 мм, а в 1995 році — 40 мм, що значно перевищувало загальносвітові показники.
Серед інших негативних наслідків зміни клімату — прибережна ерозія, ерозія навколишніх рифів, інтрузія солоності, брак питної води, погіршення стану ґрунтових вод, економічної ситуації в країні (в тому числі загроза сільському господарству), збільшення ризиків для здоров'я населення.
Погані життєві умови на головному острові країни Фунафуті, викликані зростанням населення атола, непродуманим землекористуванням, дефіцитом питної води та низкою інших факторів, лише посилюють нинішню ситуацію. У разі реальної загрози населенню Тувалу розглядаються плани з його евакуації (можливо, у Нову Зеландію, Австралію або Фіджі).
Утім, далеко не всі вчені поділяють точку зору про швидке затоплення архіпелагу, широко розповсюджену серед громадськості та ЗМІ. Відповідно до однієї з думок, підняття рівня Світового океану в районі Тувалу може бути тимчасовим явищем, яке визначається кліматичними, океанографічними, геологічними та низкою інших параметрів. Крім того, зміна прибережної смуги моту атолів відрізняється високою динамічністю: земля, відступаючи перед океаном в одній частині острова, може збільшитися в інший, що було помічено, наприклад, на острові Ваїтупу.
У «Звіті про стан клімату в південно-західній частині Тихого океану за 2022 рік» Всесвітня метеорологічна організація (ВМО) констатувала, що рівень моря в південно-західній частині Тихого океану підвищується приблизно на 4 міліметри на рік, що трохи перевищує середній глобальний показник. Це загрожує низинним територіям, як-от Тувалу та Соломонові Острови, які із часом можуть опинитися під водою.

### Ґрунти
Ґрунти Тувалу мають коралове походження. Ґрунт переважно сформований із залишків рифових матеріалів, коралів, вапняних водоростей, форамініфер і молюсків, тому склад місцевих ґрунтів переважно карбонатний. Вони відрізняються високою лужністю, пористістю (через що дуже погано затримують вологу) і низькою родючістю. При цьому родючість залежить від кількох факторів: насамперед, вмісту і пропорції органічних матеріалів, а також частки коралового матеріалу. Кількість мінеральних речовин у ґрунтах Тувалу низька, за винятком кальцію. На островах також є фосфатні (сформувалися з посліду морських птахів) та гумусні ґрунти (останні — у місцях мангрових заростей).

### Гідрологія
За невеликої площі, низької висотності та пористості ґрунтів на островах Тувалу відсутні річки. Замість цього, вода, просочуючись крізь землю, утворює лінзу злегка солонуватої води. Тому місцеві жителі змушені збирати дощову воду з дахів і зберігати її в бетонних цистернах. У минулому острів'яни отримували воду для господарських потреб із виритих колодязів, але через проникнення солоної морської води та стічних вод у підземні лінзи ґрунтові води стали забрудненими.

### Флора і фауна

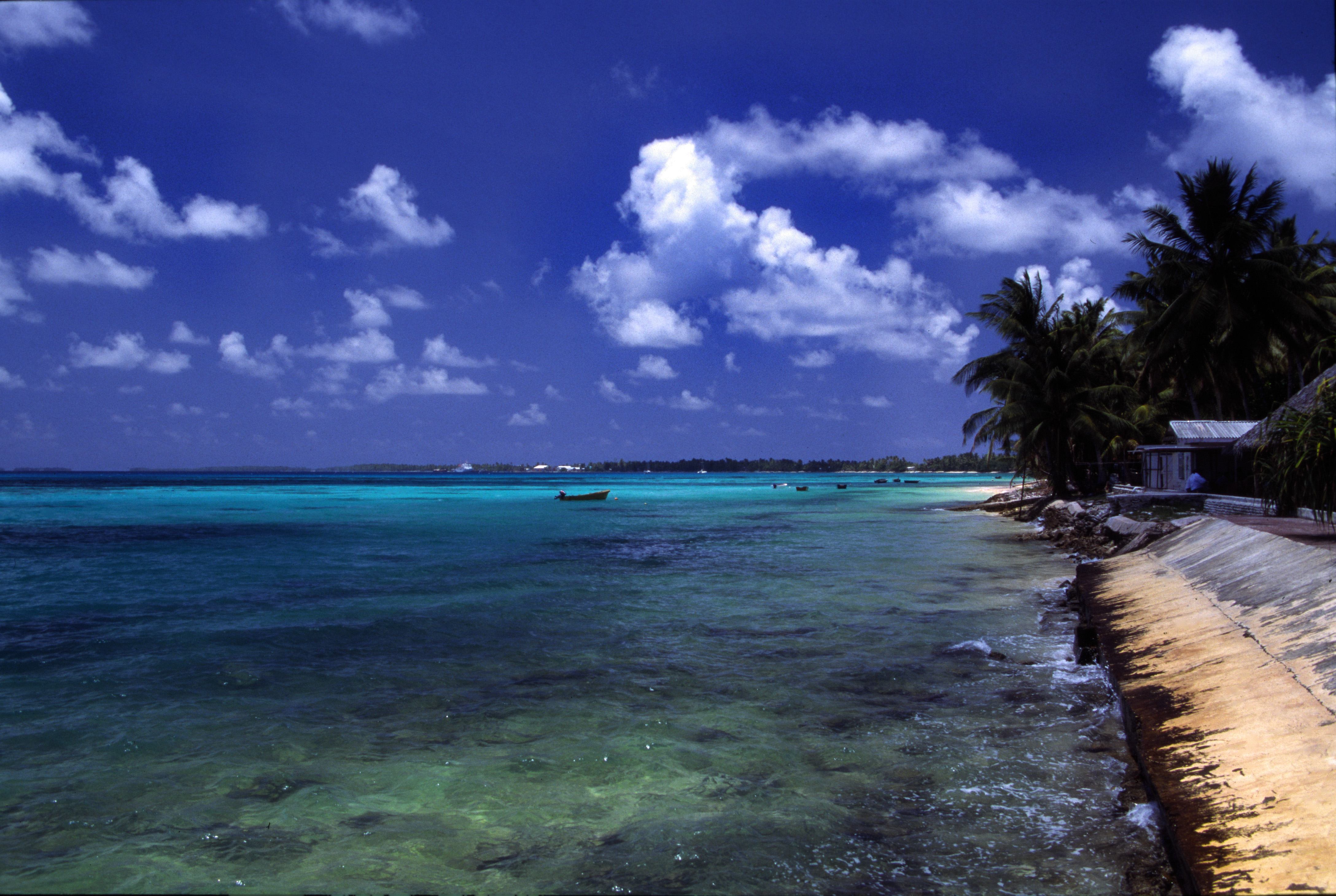
Пляж на атолі Фунафуті

Рослинний світ атолів досить одноманітний. Пов'язано це з тим, що значна частина суші островів засаджена кокосовими пальмами та іншими харчовими рослинами. На берегах ростуть сцеволи, турнефорції, пандани. У внутрішніх частинах островів — папороті (серед яких виділяються великі Asplenium nidus), канавалезія, мангрові зарості, інша чагарникова рослинність, гаї кокосових пальм, хлібних дерев, плантації бананів. Часто зустрічаються широколистяні породи дерев — охрозія, гуеттарда, калофіллум та інші. Всього на Тувалу зареєстровано 86 видів судинних рослин, з яких 44 є місцевими. Жодна з них не є ендеміком.
Тваринний світ країни украй бідний і представлений переважно інтродукованими видами. Зі ссавців зустрічаються свині, щури, собаки та кішки. Популяція морських птахів на островах незначна, оскільки їх традиційно відловлюють місцеві жителі. На непотривожених людиною моту гніздяться фрегати, баклани, буревісники. Широко поширені дрібні ящірки, змії, сухопутні краби, раки-самітники. Морське середовище Тувалу представлене шістьма основними типами екосистем: океанічна, зовнішніх рифів, лагунних рифів, лагунного дна, ізольованих рифів і природних каналів, що з'єднують океанічні та лагунові води. Всього у прибережних водах живе близько 350 видів риб і 30 видів коралів.

## Адміністративний поділ
Адміністративний поділ Тувалу

## Населення

### Чисельність і розміщення

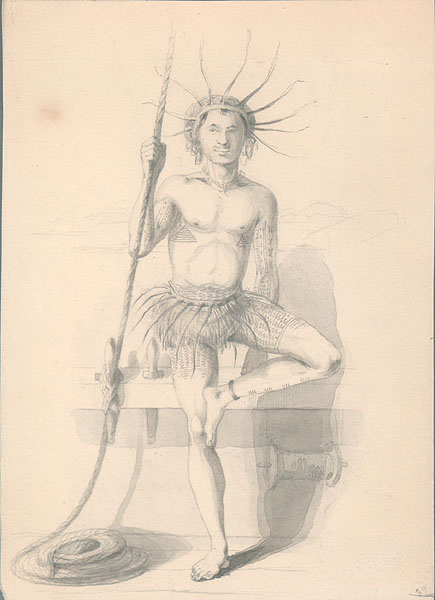
Житель Тувалу в традиційному одязі (1841)

Відповідно до останнього перепису 2002 року, чисельність населення Тувалу становила 9561 особу (включно з туристами та тимчасовими працівниками; чисельність постійного населення — 9359 осіб). До 2012 року ця цифра збільшилась до 10 837 осіб (оцінка). Попри те, що темпи приросту населення збільшилися з 0,6 % у 1991—2002 роках до 1,577 % у 2008 році, зростання населення Тувалу залишається досить низьким на тлі інших країн Океанії. Однією з основних причин цього є еміграція населення. 2001 року в Новій Зеландії (переважно в містах Окленд і Веллінгтон) проживало 1960 представників народу Тувалу (трохи менше ніж 1 % від чисельності народів Океанії, які проживають на території Нової Зеландії). Діаспори вихідців із Тувалу також є на Фіджі (на острові Кіоа, який був орендований жителями острова Ваїтупу після Другої світової війни), Самоа, Кірибаті (переважно це нащадки тувальських працівників на острові Банаба), Науру (працівники науруанської фосфатної компанії).
Значна частина населення Тувалу проживає у столиці та єдиному місті країни, Фунафуті, — 57 %. Внутрішня міграція населення, що характеризується переселенням людей із віддалених островів на атол Фунафуті, є однією з основних тенденцій, відзначених на Тувалу. Наприклад, у 1992 році на атолі проживало 42 % населення країни, а в 1979 році — всього 29 %. Це створює збільшене навантаження на ресурси та землі острова, призводить до берегової ерозії, негативно позначається на місцевій екосистемі. Єдиними віддаленими островами, де у 2002 році було відзначено зростання населення, були Ваїтупу (зростання на 389 осіб у порівнянні з 1992 роком) і Нукулаелае (зростання на 40 осіб). На всіх інших атолах спостерігалася депопуляція: найзначніша — на острові Нукуфетау (чисельність населення зменшилася на 165 осіб). Найвища щільність населення у 2002 році була зареєстрована на атолі Фунафуті — 1610 осіб на км², у той час як по країні ця цифра становила 373 особи на км² (найнижча щільність — на атолі Ніулакіта, 83 людини на км²).
У 2002 році чоловіки становили 49,3 % (4614 осіб), Жінки — 50,7 % (4745 осіб). міського населення — 47 %, сільського — 53 %.
Рівень природного приросту у 2008 році склав 1,577 %. Частка дітей до 15 років у 2002 році — 36,4 %, дорослого населення від 15 до 59 років — 55 %, старше 60 років — 8,6 %, таким чином, середній вік населення становив 23,6 року (у 1991 році — 25,1 року). Середня тривалість життя чоловіків, відповідно до оцінки 2008 року, — 66,7 року, жінок — 71,36 року.

### Етнічний склад

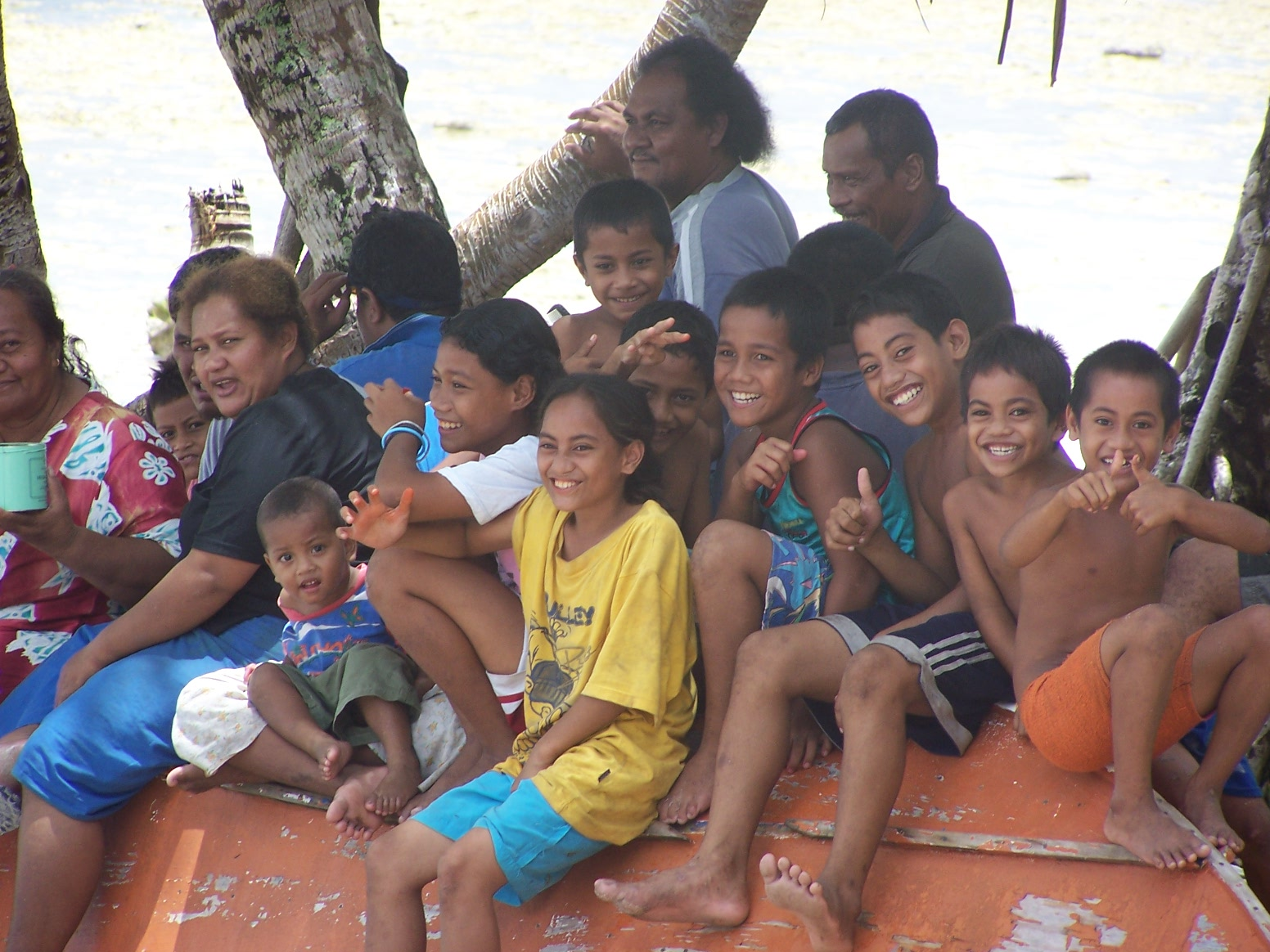
Діти острова Ніутао.

Населення Тувалу гомогенне: згідно з переписом 2002 року, понад 94 % жителів були представниками корінного полінезійського народу тувалу, 4,6 % — представники змішаних шлюбів Тувалу та інших народів, і тільки 168 осіб (або 1,8 %) були іноземцями (насамперед, вихідці з інших островів Тихого океану, з них більшість — представники мікронезійського народу Кірибаті).

### Мови
Крім англійської мови, офіційною мовою країни є мова тувалу, що належить до полінезійських мов. У ній є велика кількість запозичень з самоанської мови, яка в минулому використовувалася християнськими місіонерами. Однак, носії двох цих мов не розуміють один одного. Найближчою мовою є Токелау. Загальна чисельність носіїв мови Тувалу в 1998 році становила близько 10 670 осіб.
Для запису 11 приголосних і п'яти голосних звуків використовується абетка на основі латинської. Всього виділяються сім діалектів Тувалу, які поділяються на дві діалектні зони: північну (поширений на островах Нанумеа, Нануманга, Ніутао і Ніулакіта) і південну (офіційний варіант мови; поширений на островах Фунафуті, Ваїтупу, Нукуфетау і Нукулаелае).
У країні є носії й інших тихоокеанських мов: самоанської та кірибаті. Особливий інтерес становить атол Нуї, який протягом кількох століть перебував під сильним впливом мікронезійкої культури сусідніх островів Гілберта, воїни яких захопили острів у XVII—XVIII століттях. Жителі Нуї розмовляють на одному з діалектів мови Тувалу, який є змішанням мов кірибаті, тувалу і самоанської.

### Релігійний склад
Панівною релігією на островах Тувалу є християнство, привнесене на архіпелаг священником Елекана (англ. Elekana) з острова Маніхікі в 1861 році. Пробувши на островах Тувалу чотири місяці, священник вирушив до Самоа, щоб вивчитися місіонерської справи. Згодом Елекана повернувся на архіпелаг, а самі острови увійшли до сфери впливу Лондонського місіонерського товариства. 1969 року від цього місіонерського товариства відокремилася Церква Тувалу (англ. Te Ekalesia Kelisiano Tuvalu).
У 2002 році частка протестантів (конгрегаціоналістів Церкви Тувалу) становила 91 % (8521 особа), адвентистів сьомого дня — 2 % (183 особи). За ними слідували представники Віри Бахаї (177 осіб), Асамблеї братів (англ. Brethren Assembly, нова протестантська течія, 166 осіб). На островах також представлені інші релігійні течії, але кількість їхніх прихильників невелика.
На всіх островах Тувалу є традиційні вожді, які одночасно є членами Церкви Тувалу. Велика частина послідовників інших релігій перебуває на атолі Фунафуті (за винятком острова Нанумеа, де зареєстрована велика частка послідовників Бахаї).
Конституція країни гарантує свободу віросповідання.

## Політичний устрій

### Державний лад
Тувалу — суверенна демократична держава. Конституція, прийнята 1 жовтня 1978 року, встановлює монархічну форму правління з Вестмінстерською системою парламентаризму.
Ряд прем'єр-міністрів країни (Сауфату Сопоанга, Маат Тоафа) були прихильниками зміни державного ладу Тувалу із монархічного на республіканський, очолюваний президентом (нині країна входить до складу Співдружності націй і офіційним главою держави є британський монарх). Однак на референдумі, що відбувся 30 квітня 2008 року, за збереження монархії проголосували 1260 осіб, і тільки 679 — за перехід до республіки.

#### Законодавча влада
Законодавчим органом країни є однопалатний парламент, або фале І фоно (тувал. Fale I Fono) (також називається Палатою асамблей), що складається з не менш ніж 12 депутатів і обирається на чотирирічний термін. Депутати обираються на основі загального виборчого права за мажоритарною системою відносної більшості в багатомандатних та одномандатних округах. Право обрання в депутати парламенту мають усі громадяни Тувалу, які досягли 21 року (при цьому існує ряд винятків, при яких кандидатам відмовляють у реєстрації). Відразу ж після парламентських виборів члени парламенту зі свого числа обирають спікера. Глава держави має право розпустити парламент у разі, якщо залишається вакантним місце прем'єр-міністра чи якщо протягом певного проміжку часу (він визначається на розсуд глави держави) прем'єр-міністра так і не було обрано.
Парламент Тувалу наділений правом видання законів, які не суперечать Конституції країни. Кожен член парламенту має право вносити на розгляд законопроєкт, пропозицію про дебати в парламенті, подати петицію до парламенту. Як одна з форм відповідальності та консультацій усі законопроєкти після першого читання в парламенті направляються в місцеві уряди (або фалекаупуле) на розгляд і коментування. Винятком із цього правила є ті законопроєкти, за які поручився генерал-губернатор Тувалу, а також ті, які не мають суспільної значущості. У цих випадках генерал-губернатор зобов'язаний діяти за рекомендацією Кабінету міністрів.

#### Виконавча влада
Згідно з Конституцією Тувалу монархом і головою держави є британський монарх, наразі це Чарльз III. Пост глави держави є символом єдності та самобутності Тувалу. Глава держави зобов'язаний діяти тільки за рекомендацією Кабінету міністрів, прем'єр-міністра чи іншого міністра, який наділений загальними або спеціальними повноваженнями Кабінету.
Глава держави представлений у Тувалу генерал-губернатором, призначеним ним за порадою прем'єр-міністра (при цьому прем'єр-міністр повинен заздалегідь проконсультуватися з іншими членами парламенту) строком на чотири роки. Генерал-губернатором може стати тільки людина, яка досягла віку 50 років, але не старша за 65 років. Генерал-губернатор виконує функції глави держави, якщо той перебуває за межами Тувалу або в похилому віці чи є неправоздатним.
Крім глави держави та генерал-губернатора, які згідно з Конституцією Тувалу наділені виконавчою владою, існує Кабінет міністрів, що має колективну відповідальність перед парламентом за здійснення виконавчих функцій уряду країни. Кабінет складається з прем'єр-міністра й інших міністрів, яких повинно бути не більше ніж 1/3 від загального числа парламентаріїв і які одночасно є членами парламенту. Один із міністрів, не рахуючи прем'єр-міністра Тувалу, є заступником прем'єр-міністра, який призначається главою держави за рекомендацією прем'єр-міністра. Прем'єр-міністр обирається таємним голосуванням членами парламенту зі свого складу. Сфера відповідальності прем'єр-міністра та інших міністрів визначається главою держави, який повинен керуватися рекомендаціями прем'єр-міністра. Загалом прем'єр-міністр відповідальний за Кабінет міністрів і парламент, конституційні та політичні питання, державну службу, координацію уряду, судові та юридичні питання, телерадіомовлення та інформацію, поліцію, в'язниці, протипожежну службу, імміграцію, релігійні питання, національні вибори та зовнішню політику.

#### Судова влада
Система судових органів Тувалу включає Юридичний комітет Таємної ради в Лондоні (англ. Sovereign in Council), апеляційний суд (англ. Court of Appeal for Tuvalu), Високий суд (англ. High Court of Tuvalu) та інші види судів (серед них: магістратські суди та острівні суди).
Високий суд Тувалу — вищий суд письмового провадження, суд першої інстанції в розгляді кримінальних і цивільних справ, встановлений Конституцією. Він складається з головуючого судді та інших суддів, кількість яких обумовлена чинним законодавством. Головуючий суддя призначається главою держави за рекомендацією Кабінету міністрів, інші судді — за рекомендацією Кабінету після консультацій із головуючим суддею. Суддями можуть стати тільки особи, які є або колишніми суддями в судах необмеженої юрисдикції по цивільних і кримінальних справах у кожній із країн, законодавство яких подібне до законодавства Тувалу, або в судах, які розглядають апеляції від подібних судів. Також обов'язковою умовою є наявність п'ятирічної практики як баррістера чи солісітора. До юрисдикції Високого суду Тувалу входить розгляд: питань, пов'язаних із забезпеченням Білля про права, що міститься в Конституції країни; питань щодо членства в парламенті; інших питань, пов'язаних з інтерпретацією та застосуванням Конституції; слухання апеляцій на рішення нижчих судів.
Апеляційний суд Тувалу займається розглядом апеляцій на рішення Високого суду незалежно від того, чи є це здійсненням загальної або апеляційної юрисдикції. Таємна рада розглядає апеляції на рішення Апеляційного суду.

#### Виборчі округи
Виборчими правами наділяються громадяни Тувалу, які досягли 18 років. Не мають права брати участь у виборах особи, засуджені судом будь-якої з країн Співдружності націй до смертної кари або тюремного ув'язнення терміном понад 12 місяців і згодом не помилувані; визнані душевнохворими; викреслені зі списків виборців за образи, пов'язані з виборами. У разі тюремного ув'язнення громадянин Тувалу може взяти участь у виборах лише після того, як сплинуть три роки з дня звільнення.
Країна розділена на вісім виборчих округів. Кожен з округів Ваїтупу, Нанумеа, Ніутао, Фунафуті представлені у парламенті двома депутатами, у той час, як округи Нануманга, Нуї, Нукуфетау, Нукулаелае — одним депутатом.

#### Місцеве самоврядування
Вперше місцеве самоврядування на островах було запроваджено в колоніальний період у середині 1960-х років з заснуванням острівних рад, острівних судів і острівних земельних судів. При запровадженні цієї системи адміністрація не надала особливого значення традиційним формам управління на острівному рівні, тому ряд функцій, які виконували традиційні лідери, виявилися в юрисдикції новостворених острівних рад, які, однак, не мали авторитету серед місцевих жителів.
Повернення до традиційних форм місцевого самоврядування відбулося у 1997 році, коли з прийняттям Закону про фалекаупуле були офіційно визнані фалекаупуле (тувал. Falekaupule), або традиційні зібрання, існуючі на кожному острові Тувалу. Після передачі їм ряду функцій, раніше виконуваних місцевими урядовими радами, фалекаупуле отримали більший контроль над діяльністю і справами островів, які, своєю чергою, стали самостійнішими у розв'язанні внутрішніх питань.
Всього існує вісім фалекаупуле (на островах Ваїтупу, Нануманга, Нанумеа, Ніутао, Нуї, Нукуфетау, Нукулаелае, Фунафуті), до кожної з яких входять по шість осіб. Виконавчим підрозділом фалекаупуле є каупуле (тувал. Kaupule), які виконують ряд функцій, згаданих у Законі, крім обрання пулі (глави) каупуле, схвалення острівного бюджету, видання постанов та призначення службовців, які працюють у каупуле.

### Політичні партії
У Тувалу відсутні політичні партії, хоча існує неофіційна опозиційна група, що складається з людей, які не підтримують уряд.

### Збройні сили та поліція
У Тувалу відсутні постійні збройні сили, тому в бюджеті країни не передбачені видатки на утримання армії.
Однак у Тувалу існують поліцейські сили (англ. Tuvalu Police Force), які охоплюють підрозділи зі спостереження за морським простором (у завдання входять пошукові та рятувальні місії, розвідувальні операції), митні, тюремні та імміграційні підрозділи. Основним їхнім завданням є підтримання закону і порядку, збереження миру, захист життя і власності, попередження і розслідування злочинів. 2007 року в поліції країни служила 81 особа. Поліцію Тувалу очолює начальник, який призначається генерал-губернатором за рекомендацією Комісії з питань державної служби, яка заздалегідь повинна проконсультуватися з Кабінетом міністрів.
У 2003 році в країні було скоєно 2345 злочинів (у 2002 році — 2370). З них: проти особистості людини — 1666, крадіжки — 591.

### Зовнішня політика та міжнародні відносини
Тувалу підтримує тісні відносини з Фіджі, Австралією та Великою Британією. Має дипломатичні відносини з Китайською республікою (Тайванем).
18 вересня 2011 року Тувалу визнало незалежність Абхазії, а 19 — Південної Осетії. Грузія розірвала дипломатичні відносини з державою Тувалу 16 лютого 2012 через визнання останньою незалежності Абхазії та Південної Осетії. Раніше дипломатичні відносини між Грузією та Тувалу були встановлені у лютому 2011 року. 31 березня 2014 року Тувалу відновила дипломатичні та консульські відносини з Грузією та скасувала рішення про визнання незалежності Абхазії та Південної Осетії. Єдиною країною, яка має своє посольство у столиці цієї тихоокеанської держави, у місті Фунафуті, є Тайвань. Єдине ж дипломатичне представництво Тувалу розташоване в Фіджі. Країна також має постійного представника при ООН і почесних консулів у Новій Зеландії, Австралії, Німеччини, Японії, Великій Британії, Швейцарії й Тайвані.
Тувалу стала членом ООН у 2000 році. Також Тувалу є членом Співдружності націй, Секретаріату тихоокеанського співтовариства, Форуму тихоокеанських островів, Країн Африки, Карибського басейну і Тихоокеанського регіону та інших міжнародних організацій.
Однією з пріоритетних задач Тувалу в ООН є зменшення темпів глобального потепління. Тувалу — прихильники ратифікації та виконання Кіотського протоколу. Вона також є членом Азійського банку розвитку.
Тувалу — учасник договору про дружбу зі США, котрий вона підписала незабаром після здобуття незалежності. На підставі договору, який Сенат США прийняв у 1983 році, Сполучені Штати відмовляються від попередніх територіальних претензій на чотири острови Тувалу.
У 2010 році Тувалу стала членом Міжнародного банку реконструкції та розвитку (МБРР) та Міжнародної асоціації розвитку (МАР), Групи Світового Банку.
Постійний представник Тувалу при ООН — Афелі Фалема Піта.

#### Відносини з Україною
28 липня 2012 року Президент України своїм розпорядженням № 145 уповноважив постійного представника України при Організації Об'єднаних Націй Юрія Сергеєва на підписання Спільного комюніке про встановлення дипломатичних відносин між Україною і Тувалу.

## Історія

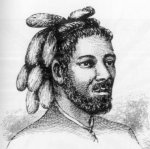
Житель атола Нукуфетау (1831)

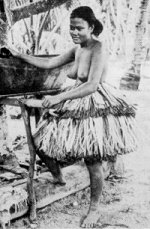
Тувалуанка (1894)

Рання історія архіпелагу вивчена дуже погано. Острови Тувалу були, імовірно, заселені в 300—500 роках нашої ери вихідцями з островів Тонга і Самоа. Однак, знайдена на острові Нануманга печера зі слідами вогнища може свідчити про те, що архіпелаг був колонізований раніше.
Європейським першовідкривачем Тувалу став іспанський мореплавець Альваро Менданья де Нейра, який проплив повз острови в 1568 році. Мандрівник назвав архіпелаг «лагунні острови». Аж до XVIII століття Тувалу залишалася непоміченою іншими мореплавцями. Тільки в 1788 році частину островів було відкрито англійськими капітанами Томасом Гілбертом і Джоном Маршаллом. 1819 року острови Тувалу були обстежені з борту канадського судна «Ребекка», капітан якого назвав архіпелаг «Островами Елліс» на честь власника корабля.
У першій половині XIX століття повз острови стали пропливати китобійні судна, але через відсутність зручних місць для причалу поселення чужинців не були засновані. У другій половині століття на архіпелазі стали часто з'являтися перуанські работорговці, які в період з 1862 по 1864 рік вивезли з атолів Фунафуті та Нукулаелае понад 400 осіб. 1865 року на островах Тувалу висадилися перші християнські місіонери з Лондонського місіонерського товариства.
У 1892 році архіпелаг став частиною британського протекторату Острови Елліс, а в 1916-му — частиною британської колонії Острови Гілберта та Елліс. У роки Другої світової війни на островах Тувалу розташовувалася військова база союзників.
У 1974 році на архіпелазі було проведено референдум, за результатами якого Острови Елліс, де більшу частину населення становили полінезійці, відділилися від Островів Гілберта, на яких проживали переважно мікронезійці. Наступного року Острови Елліс стали окремою британською колонією Тувалу, яка здобула незалежність в 1978 році.

## Економіка

### Загальна характеристика
Характеристики, що визначають економічну ситуацію на Тувалу, нічим не відрізняються від характеристик інших країн Океанії: величезна виключна економічна зона, обмежені природні багатства, віддаленість від основних світових ринків збуту, дефіцит висококваліфікованих фахівців. При цьому основними чинниками, які можуть зашкодити економічній стабільності на островах, є нестабільність міжнародних інвестицій, зниження доходів від ліцензування суден, природні катастрофи та коливання на світових ринках.
Економіка на островах ринково-натуральна: орієнтована на ринок економічна діяльність переважно зосереджена в місті Фунафуті, у той час як на віддалених островах переважає господарство натурального типу. Тувалу належить до країн Четвертого світу, тобто до найбідніших у світі.
Економіка країни значною мірою базується на державному секторі, що становить близько 60 % ВВП країни. Основними галузями економіки станом на 1998 рік були: державне обслуговування (25 %), будівництво (16 %), торгівля і послуги державних підприємств, що не належить до ЖКГ (15 %), сільське господарство і рибальство (13 %), базова економічна діяльність (31 %).
Істотні грошові надходження щорічно здійснюються через Трастовий фонд Тувалу (англ. Tuvalu Trust Fund), який є міжнародним фондом, заснованим в 1987 році Австралією, Великою Британією і Новою Зеландією за підтримки Південної Кореї і Японії. Завдяки інвестиціям капітал фонду зріс у 2006 році з первинних 17 млн дол. до 77 млн дол.
Попри існування значної кількості факторів, що перешкоджають економічному розвитку країни, в економічній сфері останніми роками були досягнуті певні успіхи, які можна пояснити кількома причинами: зростанням грошових переказів від громадян Тувалу, що працюють на іноземних суднах, хорошими доходами від видачі ліцензій іноземним суднам на право вилову риби у виключній економічній зоні, значними грошовими надходженнями від продажу національного домену верхнього рівня (.tv), зростанням фінансової підтримки іноземних держав.
Згідно з даними ЦРУ, у 2002 році ВВП країни становив близько 14 940 000 дол., а ВВП на душу населення — 1600 дол. Водночас його зростання протягом останніх десятиліть було дуже нерівномірним. Наприклад, у 1998 році він сягав 19 %, у 2000 році — 14 %, а в 1996 і 1999 роках мав негативні показники: −1 % і −6 % відповідно.

### Сільське господарство
Одним із важливих секторів економіки Тувалу є сільське господарство. Однак, на розвитку цієї галузі негативно позначається низька родючість, пористість, а також засоленість (особливо після високих припливів і циклонів) місцевих ґрунтів, багато з яких непридатні для обробки. Велика частина таких земель зосереджена на північних островах архіпелагу, де також посушливіший, ніж на південних островах, клімат.
Основною сільськогосподарською культурою є кокосова пальма, що має найширше застосування. Кокоси використовуються місцевими жителями в харчових цілях, а також як корм для домашніх тварин (переважно свиней). Кокосове молоко йде на виготовлення алкогольного напою Тодд. Інші частини рослини, насамперед листя, йдуть на плетіння циновок, кошиків та інших ремісничих виробів. Деревина кокосової пальми служить найважливішим будівельним матеріалом, а також дровами. З маслянистої ендосперми горіхів цієї рослини виробляють копру — основний експортний товар країни. Однак останніми роками її виробництво значно знизилося (переважно через низькі світові ціни). Іншими широко розповсюдженими сільськогосподарськими культурами є панданус, хлібне дерево, банани, папая. Жителі також викопують невеликі ями, у яких вирощують гігантське болотне таро (англ. Cyrtosperma chamissonis).
Для власних потреб остров'яни розводять свиней, курей і качок.

### Рибальство
Риба — одне з національних багатств Тувалу, яке відіграє значну роль в економіці та житті країни та становить основу харчового раціону місцевих жителів. Країна розпоряджається величезною виключною економічною зоною (ІЕЗ), площа якої становить 518 670 км². Завдяки угодам з іншими державами світу на право вилову риби в ІЕЗ забезпечується суттєвий приплив грошових коштів у Тувалу (наприклад, у 2000 році виторг від видачі ліцензій склав AUD 9,7 млн або 44 % усіх державних доходів). В океані переважно займаються промислом риб родини скумбрієвих, особливо тунця роду Katosowonuspelamis. Основними партнерами Тувалу у сфері рибальства є США, Японія і Китай. Приблизно 15 % дорослого населення Тувалу працюють за кордоном моряками на торгових кораблях, і здійснювані ними грошові перекази є важливим джерелом доходу країни: у 2006 році вони склали близько 4 млн дол.

### Транспорт

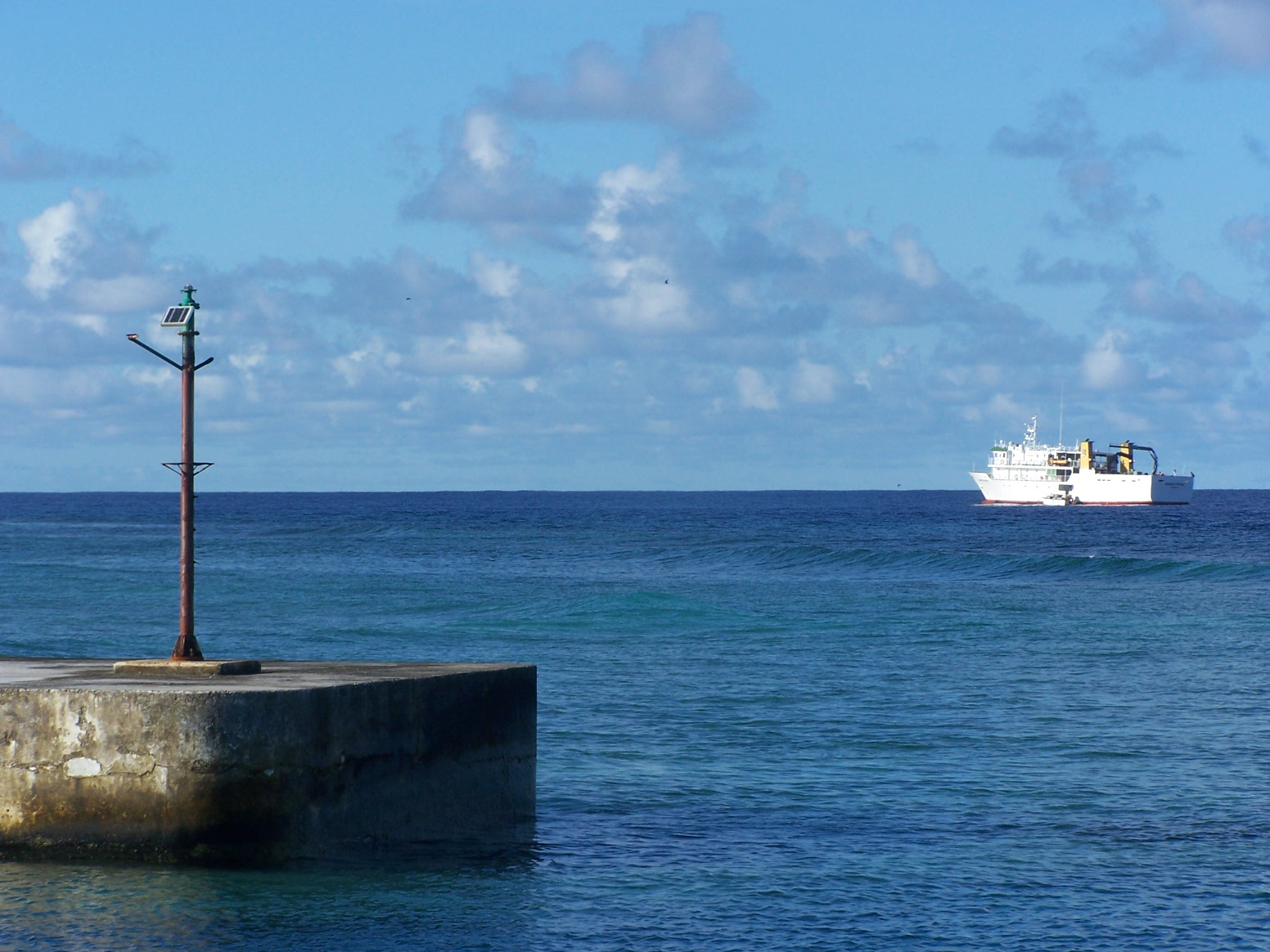
Один з двох поромів, що з'єднують Фунафуті з іншими островами групи.

У 2002 році довжина шосейних доріг Тувалу становила всього 8 км. У країні відсутній залізничний транспорт.
Перельоти в Тувалу здійснюються авіакомпаніями Air Fiji (польоти з Суви, столиці Фіджі) та Air Pacific (польоти з Наді (Фіджі)). 2007 року в країні діяв один аеропорт — Міжнародний аеропорт Фунафуті. На острові Фунафуті діє громадський транспорт, але найпопулярнішим видом транспорту є таксі. Єдиним портом країни є місто Фунафуті. Попри маленьку площу Тувалу, флот цієї держави налічує 74 кораблі.

### Зв'язок
Преса Тувалу представлена лише двома виданнями: інформаційний бюлетень уряду Sikuleo o Tuvalu видається мовою тувалу; Тувалу-англомовна газета Tuvalu Echoes є власністю урядової Медіа Корпорації Тувалу (англ. Tuvalu Media Corporation), якій також належить новинний інтернет-портал Tuvalu News.
На островах працює одна FM-станція — Radio Tuvalu. Національних телевізійних каналів у країні немає; місцеві жителі, тим не менше, користуються супутниковим телебаченням.
У Тувалу доступні різні види телекомунікаційних послуг: телекс, телефонія, інтернет. 2005 року в країні в користуванні було 900 домашніх телефонів і 1300 мобільних телефонів. У 2002 році на Тувалу інтернетом користувалися 1300 осіб.
На початку 1990-х років у зв'язку з розвитком інтернету особливий інтерес серед телекомунікаційних компаній викликав національний домен Тувалу .tv (в перекладі з англійської мови «телебачення»). 1998 року уряд Тувалу продало його канадській компанії Information.ca, сподіваючись на високі доходи та виплату в розмірі 50 млн дол. Проте незабаром угоду було розірвано, а домен продано американській компанії The. tv Corporation International, яка згодом увійшла до складу компанії Idealab! Internet Incubator (штаб-квартира у Каліфорнії). Згідно з новим контрактом, Тувалу отримало 20 % акцій нової компанії та мінімальний дохід у розмірі 50 млн дол. (сума повинна була виплачуватися протягом 12,5 років по 1 млн дол. на квартал). У 2000 році країна отримала додатковий одноразовий платіж у розмірі 12,5 млн дол. Але потенціал реєстрації в домені був занадто завищений, і наприкінці 2001 року The. Tv Corporation International продала домен за 45 млн дол. іншій американській компанії Verisign Corporation, яка займається реєстрацією сайтів у доменах .com, .net і .org. За підписання контракту Тувалу отримала додаткові 10 млн дол. Згідно з новою угодою уряду країни також гарантуються щорічні виплати у розмірі 2,2 млн дол. і 5 % щорічного виторгу від реєстрації в домені, а компанія Verisign Corporation набула прав на домен до 2016 року.
З початку 1990-х по 2000 рік Тувалу також здавала свій телефонний код 688 різним компаніям, що спеціалізувалися на наданні секс-послуг через телефон. При цьому грошові доходи від телефонного коду для крихітної країни були досить відчутними: в 1999 році вони склали AUD 3 млн (або 1,6 млн дол.). Але з релігійних та моральних причин уряд Тувалу змушений був відмовитися від цього джерела доходів.
Додатковим джерелом поповнення державного бюджету є випуск і продаж поштових марок і монет. Філателістичне бюро Тувалу було створене у 1978 році, а вже на початку 1980-х стало третім за величиною роботодавцем у Тувалу. Пік випуску і продажу поштових марок у країні припадає на 1980—1981 роки, коли доходи в цій сфері становили до 20 % державного бюджету. Але після спроби уряду збільшити обсяги випуску марок за рахунок таких тем, як «Світові лідери», «Автомобілі», «Поїзди» і «Футболісти», інтерес філателістів всього світу різко впав. Після цього Тувалу не змогла відновити свої позиції, і нині[коли?] доходи від продажу марок значно нижчі, ніж були раніше.

### Туризм
Туристичний сектор економіки Тувалу розвинений надто погано, а кількість туристів, які відвідують країну, залишається низькою у порівнянні з іншими країнами Океанії. Причиною цьому слугують кілька факторів, основними з яких є погане повітряне сполучення з іншими країнами світу та висока вартість перельотів, низька якість надаваних послуг (у тому числі нерозвиненість готельного сектора). Тим не менше, у Тувалу існують передумови для розвитку екотуризму.
У 2007 році острови відвідало 1130 осіб (наприклад, в 1998 році — 1006 осіб, у 2003 році — 1377 осіб). Основний потік туристів прямує на атол Фунафуті, де розташований єдиний у країні готель і інші місця розміщення туристів. У 2002 році 13,46 % ВВП Тувалу становили доходи від туризму. Архіпелаг переважно відвідують громадяни Японії, Фіджі, Австралії та Нової Зеландії.

### Зовнішні економічні зв'язки
Основними статтями експорту Тувалу є копра, кокосові горіхи, банани, морожена риба, овочі, ремісничі вироби, одяг і взуття. Країна залежить від імпорту продовольства, промислових товарів, машин і палива. Імпорт набагато перевершує експорт. 2006 року обсяг експорту склав 13 033 348 AUD, а імпорту — 16 838 622 AUD.
Основними партнерами по імпорту у 2006 році були Фіджі (46,1 %), Японія (18,9 %), Китай (18,2 %), Австралія (7,7 %), Нова Зеландія (4,1 %). Основні партнери по експорту — Німеччина (60,5 %), Італія (20,1 %), Фіджі (6,9 %).

### Грошова система і фінанси
Грошові одиниці Тувалу — долар Тувалу та австралійський долар. У період з 1966 по 1976 рік у країні знаходився в обігу тільки австралійський долар, але з 1976 року був введений долар Тувалу, який існує тільки у вигляді монет. Сам по собі він не є самостійною валютою, але, тим не менш, має свій код ISO 4217. У грошовому еквіваленті долар Тувалу прирівняний до австралійського долара.
По бюджету на 2006 рік витрати становили 23,05 млн дол., а доходи — 21,54 млн дол. При цьому витрати уряду Тувалу залишаються дуже високими: їх співвідношення з ВВП країни коливалося в межах 150—220 % в період з 1999 по 2003 рік. З цього випливає, що витрати уряду є головною рушійною силою економічної активності в Тувалу. Викликано це тим, що приватний сектор перебуває тільки в зародковому стані, і навряд чи він зможе стати провідним сектором економіки через численні фактори, що стримують його розвиток.
У країні відсутній центральний банк, а внутрішня банківська система Тувалу представлена всього одним банком — Національним банком Тувалу, який перебуває у власності уряду.

## Культура

### Соціальна організація
Ще до появи в Тувалу європейців місцеве населення було поділено на окремі групи, члени яких володіли певними правами та обов'язками. Історично кожен острів архіпелагу був політично самостійною, хоча між атолами Фунафуті, Нукуфетау, Нукулаелае і Ваїтупу існували тісні зв'язки, засновані на шануванні спільного предка і ритуальної ієрархії.
Визнаними лідерами традиційного суспільства як у політичному, так і в релігійному сенсі, були Алікі (тувал. aliki), або вожді, влада яких передавалася у спадщину. Маючи величезний авторитет, вони керували життям остров'ян. Згідно з уявленнями народу Тувалу між надприродним світом і Алікі існував тісний взаємозв'язок: по суті, вождь був тінню могутнішої та владнішої істоти, якій підпорядковувався весь Всесвіт. Будь-яке рішення Алікі було остаточним і незмінним, тому кожен остров'янин був зобов'язаний йому підкоритися, інакше міг бути покараним аж до смерті. Наближених і помічників Алікі називали тао-Алікі (тувал. tao aliki). Вони консультували верховного вождя з питань ведення господарства, доносили про можливі загрози, були посередниками між жителями та Алікі, організовували розподіл землі та їжі між общинниками. Особливою повагою користувалися найстаріші глави громад. Вони могли робити зауваження Алікі (переважно в питаннях продуктового забезпечення та підготовки до війни), часто консультували його. Жінки займалися домашнім господарством, плели циновки, кошики, робили прикраси. Кожна тувальська сім'я, або солога (тувал. sologa), займалася певною справою в громаді: хтось будував будинки, хтось каное і так далі.

### Музика і танці

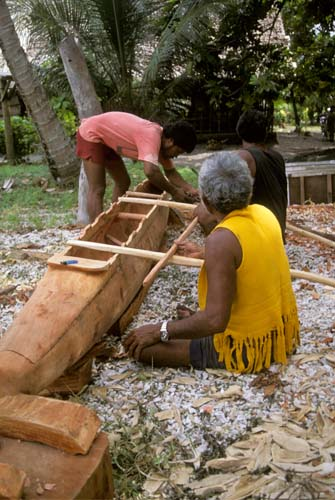
Чоловіки вирізують каное на атолі Нанумеа.

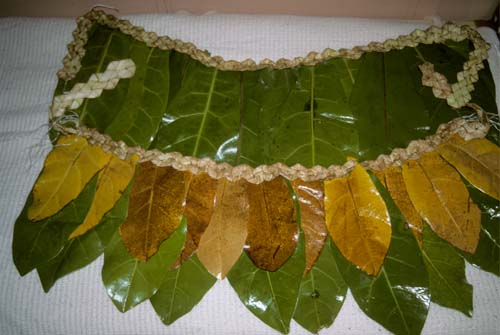
Традиційна спідниця, зроблена з листя Баррінгтон, атол Нанумеа.

Значне місце в житті народу Тувалу посідають музика і танці, які дуже тісно взаємопов'язані одне з одним.
Музичний стиль Тувалу розвивався упродовж кількох століть, і його можна описати як «музичний мікрокосм Полінезії, де співіснують сучасні і старіші стилі». Тим не менше багато музичних і танцювальних традицій не збереглися. Негативний вплив тут зіграла поява в Тувалу християнських місіонерів, які розповсюджували серед остров'ян пісні з релігійним змістом і європейською мелодією і забороняли виконання багатьох традиційних танців з етичних причин. Наприклад, до появи на островах місіонерів традиційна музика супроводжувалася співом, який був схожий на монотонне читання, але згодом ця традиція зникла, як і особливі пісні, які виконувалися жінками під час роботи чоловіків. Тематика пісень була дуже різноманітною: переважно в них віддзеркалювалося повсякденне життя остров'ян, їхні почуття й емоції. Існували й пісні на міфологічну тематику.
Крім розважальної функції, два традиційних тувальських танці факанау (тувал. fakanau) і факасеасеа (тувал. fakaseasea) мали й інше важливе значення: вони виконувалися на честь правлячих вождів або відзначили остров'ян, які досягли успіху в спорудженні каное, рибальстві, відзначилися мужністю. Однак із цих двох танців зберігся тільки факасеасеа.
Факанау — сидячий танець, що супроводжувався рухом рук і верхньої частини тулуба, — був широко поширений на островах Ніутао і Нукуфетау і виконувався переважно чоловіками. У центрі кола зазвичай сидів дід, який вважався найдосвідченішим у виконанні танцю і стежив за витримуванням такту. На Ніутао танець іноді виконувався сидячи на колінах або стоячи. Попри популярність факануа, прибулі на острови місіонери визнали цей танець занадто еротичним і заборонили його. Заборона була також викликана тим, що факанау мав і релігійне значення.
Традиційним жіночим танцем на острові Ніутао був ога або онга (тувал. oga, onga), який виконувався або сидячи, або на колінах. Факасеасеа на відміну від факанау супроводжується повільнішою мелодією, а виконується одним або двома танцюристами. Решта ж присутніх співають або відбивають такт.
Найвідомішим видом танцю, як і музики Тувалу, є фателе (тувал. fatele), у якому простежується сильний вплив європейської мелодійності та гармонійності, а ліризм є найважливішою рисою. Танцюристи при виконанні фателе сидять у два чи більше рядів, так що найкращі з них знаходяться спереду в центрі. Півколом, обличчям до танцюристів, сидять чоловіки і молодь, які становлять хор і відбивають такт, б'ючи долонями по рогожах (іноді навіть по невеликих дерев'яних скринях).
Єдиним інструментом, який використовувався для музичного супроводу танців, був невеликий щілинний гонг, який називався або нафа (тувал. nafa), або менший розміром за нафа — пате (тувал. pātē). Дуже часто мелодія виходила завдяки легким ударам віялами по долонях. При виконанні факасеасеа і фателе жінки та чоловіки хору сильно били по циновках, на яких сиділи, щоб таким чином відбивати такт пісні, а при виконанні ога — плескали в долоні.

### Спорт
У Тувалу є своя національна збірна з футболу. Однак національна федерація не входить у ФІФА, залишаючись при цьому асоційованим членом Конфедерації футболу Океанії. Перший міжнародний матч за участю збірної Тувалу з футболу відбувся 29 серпня 1979 року, у якому збірна Тувалу програла збірній острова Таїті з рахунком 0:18 (це стало найбільшою поразкою збірної). Найбільшу перемогу збірна Тувалу здобула над збірною Тонга 31 серпня 1979 року на Південнотихоокеанського іграх у Фіджі з рахунком 5:3. У 2007 році національна збірна Тувалу стала першою збірною світу, яка не входить до ФІФА, але взяла участь у відбіркових матчах Чемпіонату світу з футболу.
Національний олімпійський комітет країни був сформований і 2004 році та офіційно визнаний МОК у 2007 році. Всього в країні налічується 11 діючих національних спортивних федерацій, з яких шість є членами міжнародних федерацій: з бадмінтону, баскетболу, волейболу, важкої атлетики, тенісу і настільного тенісу. 2008 року збірна Тувалу вперше брала участь у Літніх Олімпійських іграх, що проходили в Пекіні (хоча і не завоювала жодної медалі), і була представлена в легкій та важкій атлетиці. У зимових Олімпійських іграх країна досі жодного разу участі не брала.

### Свята
Свята Тувалу:
| Дата                                                | Назва                              | Англійська назва                                                                                   |
| --------------------------------------------------- | ---------------------------------- | -------------------------------------------------------------------------------------------------- |
| 1 січня                                             | Новий рік                          | New Year's Day                                                                                     |
| п'ятниця перед Великоднем                           | Велика п'ятниця                    | Good Friday                                                                                        |
| наступний день після Великодня                      | Світлий понеділок                  | Easter Monday                                                                                      |
| другий понеділок березня або інша призначена дата   | День Співдружності                 | Commonwealth Day                                                                                   |
| понеділок, наступний за другою неділею травня       | День Євангелія                     | Gospel Day (Te Aso o te Tala Lei)                                                                  |
| друга субота червня або інша призначена дата        | День святкування ювілею монарха    | The day appointed for the celebration of the Anniversary of the Birthday of the Sovereign          |
| перший понеділок серпня                             | Національний день дітей            | National Children's Day                                                                            |
| 1 та 2 жовтня                                       | День Тувалу                        | Tuvalu Day                                                                                         |
| другий понеділок листопада або інша призначена дата | День святкування коронації монарха | The day appointed for the celebration of the Anniversary of the Birthday of the Heir to the Throne |
| 25 грудня                                           | Різдво                             | Christmas Day                                                                                      |
| 26 грудня                                           | День подарунків                    | Boxing Day                                                                                         |

## Соціальна сфера

### Охорона здоров'я
Після здобуття незалежності 1978 року уряд Тувалу розраховував побудувати на всіх віддалених островах високоякісні медичні установи, але через брак коштів, зрештою, було ухвалено рішення про зосередження всіх наявних ресурсів на модернізацію єдиного великого медичного об'єкта країни — Лікарні принцеси Маргарет (англ. Princess Margaret Hospital), розташованої на атолі Фунафуті. Нову сучасну будівлю лікарні було відкрито 2003 року (будівництво велося за підтримки Японії). За межами столиці Тувалу немає постійних та приватно практикуючих лікарів, а всі медичні послуги в країні надаються Міністерством охорони здоров'я. Візити лікарів на віддалені острови відбуваються рідко, що негативно позначається на здоров'ї людей.
Основною причиною захворюваності в Тувалу є різні інфекційні захворювання: щороку реєструється тривожна кількість шкірних, гострих респіраторних та очних інфекцій (хвороби дихальних шляхів, насамперед грип, застуда, є найпоширенішими).
Після того як держава Тувалу стала учасником світових економічних процесів, там стали звичайними хвороби неправильного способу життя, пов'язані зі збільшенням у раціоні місцевих жителів рису, цукру, консервів та інших нетрадиційних продуктів. До них належать цукровий діабет, гіпертонія та ожиріння. Діти часто хворіють на діарею, гастроентерити. Особливу небезпеку останніми роками являють захворювання, що передаються статевим шляхом. Найбільш широко вони поширені серед місцевих моряків, які працюють на іноземних суднах (вони ж входять до групи ризику ВІЛ/СНІД). У близько 20 % населення Тувалу в організмі знайдені нематоди, що є збудниками філяріїдозу (захворювання, що супроводжується запаленням та закупоркою лімфатичних судин, яке призводить до набряклості та припухлості навколишніх тканин).
Згідно з переписом 2002 року, 49 % чоловіків і 3 % жінок атола Фунафуті регулярно вживали різні алкогольні напої (на віддалених островах ця цифра трохи нижча — 45 % чоловіків і 1 % жінок). Широко поширене куріння: дві третини всього чоловічого населення та одна четверта жіночого населення Фунафуті є курцями (на віддалених островах — 60 % і 25 % відповідно).

### Освіта

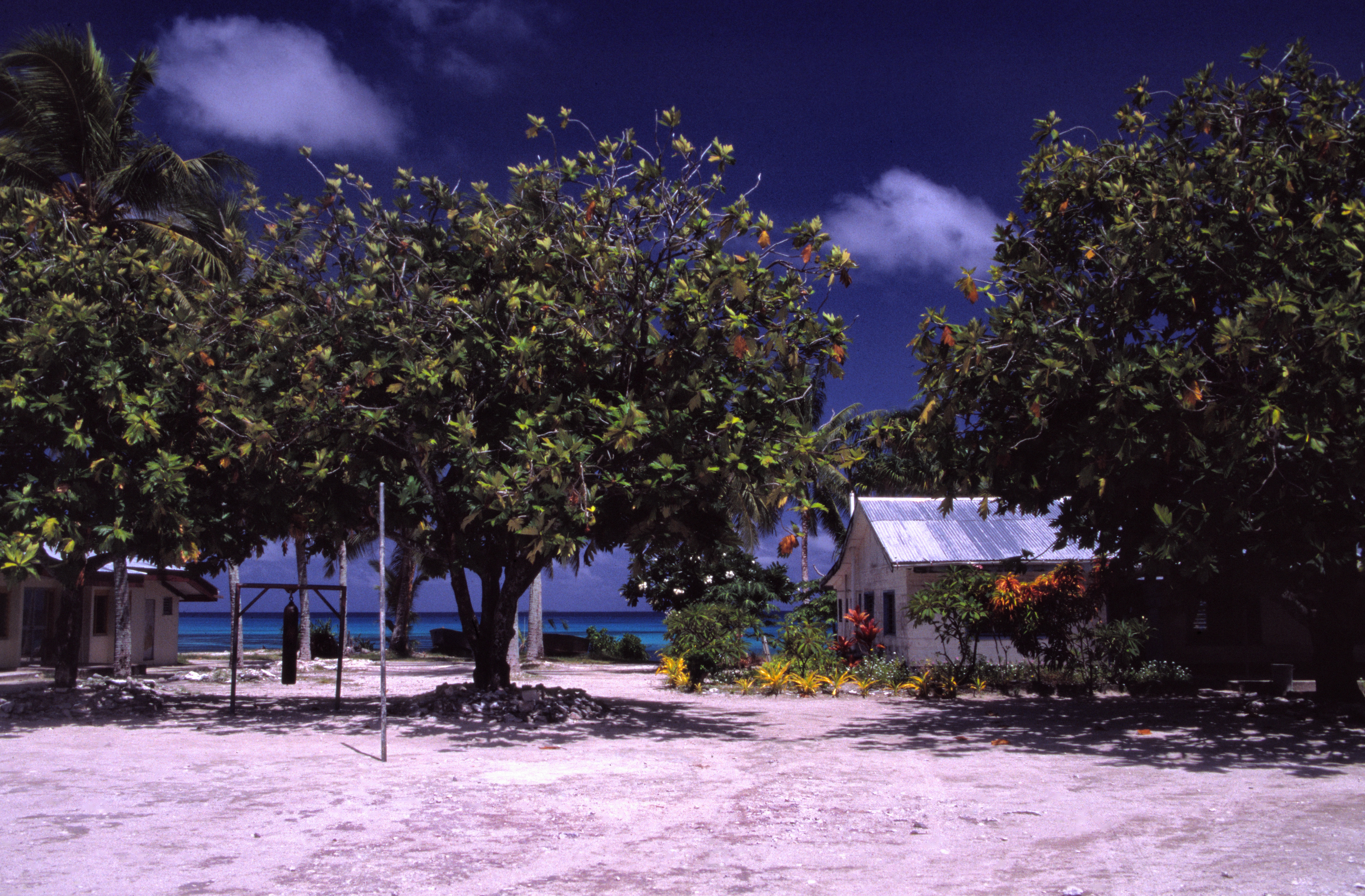
Школа на атолі Фунафуті.

Освіта в Тувалу є обов'язковою та безкоштовною для дітей віком від 6 до 15 років. Освітня система країни включає чотири ступені: дворічну дошкільну освіту, восьмирічну початкову освіту та чотирирічну середню освіту.
Всього в Тувалу зареєстровано 17 дошкільних освітніх установ, що ними керують різні батьківські асоціації, які за власний кошт наймають вихователів. Історично уряд ніколи не брав участі в організації діяльності цих установ, проте останніми роками став приділяти їм більшу увагу, наприклад, почав виплачувати щорічні гранти трьом кваліфікованим вихователям з кожного зареєстрованого дошкільного закладу. Крім того, надається й інша матеріальна підтримка, спрямована на поліпшення інфраструктури та технічної оснащеності.
У початкових школах навчаються діти віком від 6 до 13 років. Після складання державного іспиту учні продовжують навчання у середній школі, при цьому школярам надається право повторно скласти іспит у випадку незадовільної оцінки. 2006 року в початкових школах навчалося 2067 осіб (з них хлопчиків — 1102, дівчаток — 965), кількість вчителів — 103 особи.
Всього в країні діє одна середня школа. До 1998 року шкіл було дві й одна з них перебувала під контролем Церкви Тувалу. Але через високі витрати церква була змушена передати школу у власність уряду, який, своєю чергою, вирішив її закрити.
Після середньої школи подальшу освіту можна здобути в морській школі Тувалу (англ. Tuvalu Marine School; заснована 1978 року; ведеться навчання морської справи), а також у Південнотихоокеанського університеті, кампус якого розташований у Фунафуті.
Багато іноземних держав, перш за все Австралія, Нова Зеландія, Канада, Японія та Франція, надають значну допомогу Тувалу, фінансуючи різні освітні проєкти країни. Деякі викладачі підвищують свою кваліфікацію в закордонних навчальних закладах.